# هاترک
هاترک (به ارمنی: Հաթէրք) یک منطقهٔ مسکونی در جمهوری آرتساخ است که در استان مارتاکرت واقع شده‌است. هاترک ۱٬۵۳۱ نفر جمعیت دارد و ۱٬۱۲۰ متر بالاتر از سطح دریا واقع شده‌است.